# حارة بئر البهمة (صنعاء)

تعديل مصدري - تعديل

حارة بئر البهمة هي إحدى حارات حي التحرير بمديرية التحرير إحد مديريات العاصمة اليمنية صنعاء، بلغ تعداد سكانها 3046 نسمة حسب تعداد اليمن لعام 2004.